# Ernie Collett (jégkorongozó)
Ernest John „Ernie” Collett (Kanada, Ontario, Toronto, 1895. március 3. – Kanada, Ontario, Toronto, 1951. december 21.) olimpiai bajnok kanadai jégkorongozó.
Részt vett az 1924-es téli olimpián, mint a kanadai válogatott tartalék kapusa. A csoportból nagyon könnyen jutottak tovább. A támadók összesen 85 gólt ütöttek 3 mérkőzésen. A döntő csoportban is egyszerű dolguk volt, és 3 mérkőzésen mindössze 3 gólt kaptak illetve 47-et szereztek. Ő két mérkőzésen védett, a britektől kapott 2 gólt.
Ez a kanadai válogatott valójában egy klubcsapat volt, a Toronto Granites, amely amatőr játékosokból állt. 1922-ben és 1923-ban megnyerte az Allan-kupát, amiért a kanadai senior amatőr csapatok versengenek. Több torontói amatőr csapatban is játszott, mielőtt a Granitesbe került.
Ő volt Kanada első zászlóvivője a téli olimpiák történetében.